# Периер (син на Еол)
Периер (на старогръцки: Περιήρης, Perieres) в древногръцката митология е син на Еол и на Енарета, дъщеря на Деймах, и цар на Месения. Брат е на Кретей, Сизиф, Атамант, Салмоней, Деион, Магнет, Макарей, Етлей и на Канака, Алкиона, Писидика, Калика, Перимеда, Танагра и Арна.
Пет генерации след смъртта на Поликаон той става цар на Месения, понеже владетелската фамилия е без наследници. Периер построява своя дворец в Андания.
Той се жени за Горгофона, дъщеря на Персей. Двамата имат два сина, Афарей и Левкип. Той е също баща и на Пизос. След смъртта му Горгофона се омъжва за Ойбал, цар на Спарта.
Той се бърка понякога с Периер, синът на Кинортей и баща на Ойбал.